# Arizona elegans
Arizona elegans är en orm som beskrevs 1859 av Robert Kennicott. Arten placeras i det egna släktet Arizona inom familjen snokar. IUCN kategoriserar arten globalt som livskraftig.
Ormen är med en längd på omkring 1,5 meter ganska stor. Den förekommer i USA och Mexiko och lever i öknar och i andra torra landskap. Arizona elegans vistas i låglandet och i bergstrakter upp till 2200 meter över havet. Den jagar ödlor, andra ormar och små däggdjur. Honan lägger cirka 20 ägg per tillfälle. Den vilar i underjordiska gömställen.

## Underarter
Arten delas in i följande underarter:
- A. e. arenicola
- A. e. blanchardi
- A. e. candida
- A. e. eburnata
- A. e. elegans
- A. e. noctovaga
- A. e. occidentalis
- A. e. philipi

## Bildgalleri

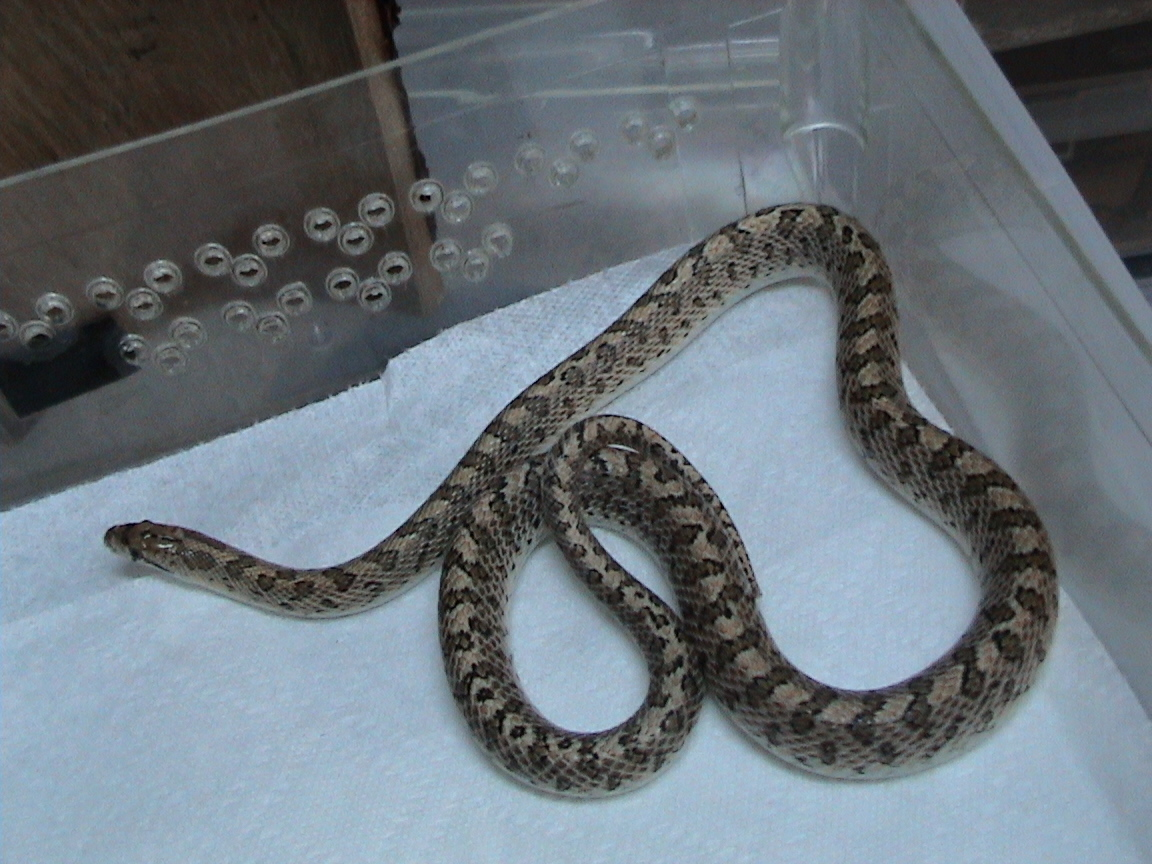
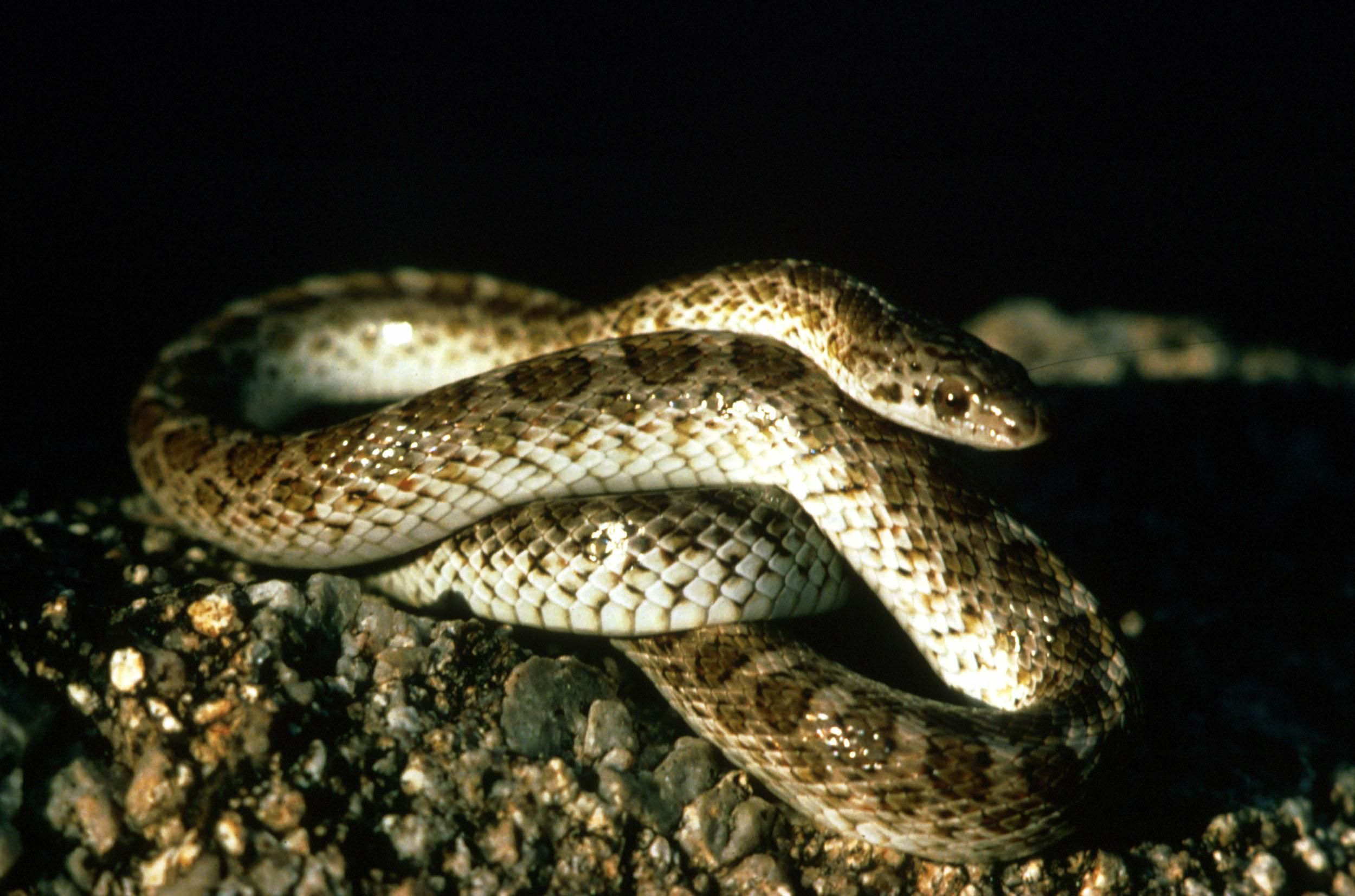